# Léon de Kérany
Léon de Kérany est le pseudonyme de Marie-Zoé Honorine Palasne de Champeaux (Brest, 13 juin 1875 - Paris 20e, 17 août 1932), autrice de romans populaires et jeunesse.
Elle est la cousine germaine de Julie Borius, écrivain également.